# Demény Balázs
Demény Balázs (Kolozsvár, 1989. március 3. –) Junior Prima díjas magyar zongoraművész,  Demény Attila (1955–2021) zeneszerző fia, Demény Piroska (1917–1994) népzenegyűjtő unokája. 

## Életpályája
Zongoratanulmányait Buzás Pál növendékeként szülővárosában kezdte, majd 2004-től a budapesti Bartók Béla Zeneművészeti Szakközépiskola és Gimnáziumban Eckhardt Gábor tanítványa. 2009 szeptemberétől Kemenes András zongoraosztályában a Liszt Ferenc Zeneművészeti Egyetem hallgatója, 2011 októberétől Erasmus ösztöndíjjal a berlini "Hanns Eisler" Hochschule für Musik diákja, prof. Georg Sava növendékeként. 2013-tól a berlini Universität der Künste Berlin szóló zongora-mester szakán prof. Pascal Devoyon növendéke, párhuzamosan végezve a budapesti és berlini egyetemeket. 2024-ben a Liszt Ferenc Zeneművészeti Egyetem doktorjelöltje.
Rendszeresen lép fel Európa jelentős koncerttermeiben szólistaként és kamarazenészként. Japán legnevesebb fiatalokat bemutató koncertsorozatának, a 35. Yokohama International Piano Concert Series 2016-os meghívottja volt, ahol egy Liszt–Bartók-szólóestet és Bartók III. zongoraversenyét játszotta a Minato Mirai Hallban.
Emellett erdélyi fellépései igazán jelentősek: az állami zenekarok élén szólistaként több mint 70 fellépés fűződik a nevéhez, jelenleg (2024) a Szatmárnémeti Dinu Lipatti Filharmónia állandó rezidens szólistája. Több száz erdélyi szólóest és kamaraest mellett kiemelt figyelmet szentel a 20. századi és kortárs magyar művek bemutatásának.
Számos patinás mesterkurzus és fesztivál résztvevője volt, ahol olyan művészekkel dolgozott együtt, mint Kurtág György, Kocsis Zoltán, Eldar Nebolsin, Menahem Pressler, Arie Vardi, Pascal Devoyon, Andrei Ioniță vagy Avedis Kouyoumdjian. Zenekari szólistaként olyan karmesterekkel lépett fel, mint Jesús López-Cobos, Ken Takaseki, Ligeti András, Hollerung Gábor, Jankó Zsolt, Hámori Máté, Horváth József, Mihail Agafiţa, Alfonso Saura, Theo Wolters, Ion Ilarion Galati, Gheorghe Costin vagy Dorin Frandeş.

## Díjak
- Ile de France Nemzetközi Zongoraverseny, I. díj (2017)[3]
- Lagny sur Marne Nemzetközi Zongoraverseny, I. díj (2018)[4]
- Hans von Bülow Nemzetközi Zongoraverseny, I. díj (2015)[5]
- Carl Filtsch Nemzetközi Zongoraverseny, I. díj (2013)[6]
- Magyar Zene Fesztivál (Bukarest), nyertes (2009)
- Nemzetközi Chopin Zongoraverseny (Budapest), II. díj (2006)[7]
- Junior Prima díj (2018)
- Anda Géza Alapítvány (Zürich), ösztöndíj (2012)[8]
- ISA Prag-Wien-Budapest Nemzetközi Fesztivál Pianist- és Kodály-díjasa

## Diszkográfia
- „Liszt Memorial Year” szólólemez (2011)
- Demény Balázs - Schumann & Bartók: Distrupted Path [9] BMC (2015)